# Hasyim Kipuw
Hasyim Kipuw (sinh ngày 9 tháng 5 năm 1989) là một cầu thủ bóng đá người Indonesia hiện tại thi đấu ở vị trí hậu vệ cho câu lạc bộ tại Liga 1 PSM Makassar. Anh chủ yếu thi đấu ở vị trí hậu vệ nhưng cũng có thể đảm nhiệm vị trí tiền vệ phòng ngự.

## Đời sống cá nhân
Kipuw là người theo đạo Hồi và sinh hoạt tháng Ramadan.

## Sự nghiệp
Ngày 2 tháng 12 năm 2014, anh ký hợp đồng với Arema Cronus.

## Danh hiệu
U-23 Indonesia
- Huy chương Bạc Đại hội Thể thao Đông Nam Á: 2011